# منتخب ألمانيا الشرقية تحت 20 سنة لكرة القدم
منتخب ألمانيا الشرقية تحت 20 سنة لكرة القدم هو ممثل ألمانيا الشرقية الرسمي في المنافسات الدولية في كرة القدم في فئة كرة قدم تحت 20 سنة للرجال
.